# 千年家族
『千年家族』（せんねんかぞく）は、任天堂から2005年3月10日に発売されたゲームボーイアドバンス用ソフト。ジャンルは家族観察シミュレーションゲーム。プレイ人数は1人。
プレイヤーは新人の神様となり、パートナーである天使のキュピットと共に「ある家族の行く末を見守り長く繁栄させること」が目的。基本は見守ることだが、矢やアイテムを用いて家族に干渉することが可能。
家族からの「かんしゃのキモチ」を得ることで、神様としてのランクが上がり、新たなアイテムを得たり今まで見えなかった感情マークが見えるようになる。
なお、舞台となるのは、現代・近未来・遠未来等である。

## システム
ゲーム上の時間は通常は120秒で、ウォッチモードでは8秒で1日が経過する。また内部時計により、電源がOFFでも時間は流れ続け、この時は1時間まで約1年ほど進む。後半になると1時間で1年半くらい進む。なお、内部時計に用いる電池はもって5年ほどなので2024年現在に実機でプレイしようとすると電池切れを起こしプレイできない可能性が高い。カセットをY字ドライバーで開き電池を交換すれば引き続きプレイ可能になる可能性が高い。
メイン画面では、ゲームの中での西暦、家族年数（家族が何年間続いているかを示す数字）、家族の状態がわかる。また、ウォッチモードに設定して、時間の流れを速めることが可能。特定の人を選択すると、その人の関心ごと、ハート（元気の良さ）、熱中度ゲージ（関心ごとへのやる気）を知ることができる。
コマンド選択アイコンとして以下の5つがある。
- 矢をうつ - 見守っている人に対し何かしらの影響を与えたい時に矢をうつことができる。以下の種類がある。
  - 赤い羽根の矢 - すぐに効果が現れる。1ヶ月ごとに補充される。
  - がんばれの矢 - 熱中度ゲージを上げる。
  - おちつけの矢 - 熱中度ゲージを下げる。
  - 青い羽根の矢 - ある期間効果が持続する。1年ごとに補充される。
  - お気楽ブームの矢 - 興味や関心ごとを抱く。効果が5年間持続する。
  - 努力ブームの矢 - 夢や仕事に打ち込む。効果が5年間持続する。
  - 愛情ブームの矢 - 人間関係に興味がわく。効果が5年間持続する。
  - 独身ブームの矢 - 結婚する気が無くなる。効果が1年間持続する。
  - 緑色の羽の矢 - 世代交代の時や、神様（プレイヤー）のランクアップ時に手に入る。
  - 先代の夢の矢 - 先代の夢を受け継ぐ。受け継がせる夢は、プレイヤーが指定することができる。
  - 大望の矢 - 新しい夢を与える。ただし、与える夢は、プレイヤーが指定できない。
- アイテム - 見守っている家族に、何らかの影響を与えたい時等に使用する。世代交代や、神様（プレイヤー）のランクアップ時に手に入る。矢とは異なり、基本的に補充されることはない。
  - ハートの実 - ハートが1つ回復する。家族1人に使用する。
  - 毒ハートの実 - ハートが全て無くなる。ごく稀にもたらす良い結果を期待して、あえてアクマ（後述）を呼び寄せたい時に使用することができる。家族1人に使用する。
  - 先代の心の結晶 - 先代のスキルを受け継ぐ。受け継がせるスキルは、プレイヤーが指定できる。家族1人に使用する。
  - 世継ぎの王冠 - 次の世帯主を指定できる。家族1人に使用する。
  - しあわせの箱 - 家族のムードが1ランク回復する。
  - 時のしおり - 家系が途絶えてしまった時（ゲームオーバーになってしまった時）に、このアイテムを使っておいた時間に戻ることができる。
  - 輪 - 知力の輪・体力の輪・魅力の輪・運の輪があり、それぞれ特定の能力を1ランク上げることができる。家族1人に使用する。
- ひと - 見守っている家族1人1人について、詳細な情報を管区人できる。3ページに分かれている。
  - 1ページ目 - 夢、ささっている矢の種類、世帯主の王冠（金色が世帯主で、銀色が次の世帯主候補）、知力・体力・魅力・運、ハート、関心ごとの詳細な情報、神様（プレイヤー）への「かんしゃのキモチ」。
  - 2ページ目 - 性別、血液型、性格（内向的・外交的等）、誕生日、年齢、職業、階級、年収、恋人の名前・容姿・年齢・職業。
  - 3ページ目 - 身に着けているスキル。
- キュピット - 家族の各種情報の確認や各種設定を行うことができる。
- かんさつ - 家族の様子等を観察できる。

## 登場人物
キュピット
プレイヤーのお世話係であり、天界の使者でもある天使。一人称は「キュピット」。弓矢を肌身離さず持っている。プレイヤーの指示通りに矢を放ったり、様々なアイテムを使ったりして、家族を導く。また、セーブ等も担当している。背中の翼を使い、常にふわふわと宙に浮いている。少し寂しがり屋。
エライ神様
天界で最も偉い神様。一人称は「ワシ」で、語尾は「～じゃわい」「～ぞい」等。プレイヤーがしっかりと家族を導けているか否かを冷静に評価し、アドバイスをくれる。天界で暮らす家族のタマシイを見守るのも役目。じつは割と力があるようで、座っている椅子の肘置きを叩くだけで画面がぐらぐらと揺れてしまう。
家族
プレイヤーが見守る家族。世代ごとに世帯主や豊かさ、家族を構成している人数等が異なる。
アクマ
元気がなくなった人に「魔が差す」ようなささやきをする存在。具体的には、家系が長く続かないようお金を浪費させたり、家族の仲が悪化するような事をしたりする。その理由について、キュピットは「ひとの不幸を見るのが大好き」だからではないか、と推測している。なお、3種類が存在し、灰色・水色・紫色の順に強くなる。特定のアイテムを使えば追い払う事が可能だが、家族が元気でいれば、そもそも襲ってくることはない。

## スタッフ
- エグゼクティブ・プロデューサー：岩田聡
- プロデューサー：大和聡、大澤徹
- ディレクター：鈴井匡伸
- チーフプランナー：渡辺浩崇
- プランナ＆データ管理：篠原満
- スクリプト：萩原大介、有坂亮二
- チーフプログラム：原啓二
- プログラム：新井勝、中島誠、宮田和幸、海老原慎也
- グラフィックデザイン：田中伸明、中村靖浩、松本義一郎、本間絵里
- ミュージック：宮本京子
- 効果音・プログラム：久馬浩一
- 進行管理：土山芳紀、辻村大介
- スペシャルサンクス：小野田祐、佐藤浩、スーパーマリオクラブ、株式会社猿楽庁
- アートワーク：吉田竜介、吉岡一哉、中道幸呼、木下奈々子、井上泰夫

## 開発
本作は、2003年夏に作られた新作ゲームのプロトタイプ二つのうちの一つがもとになっており、「千年家族」という題名の印象の強さにひかれた岩田聡と宮本茂がこれをつかってほしいと頼まれたとディレクターの鈴井匡伸はインタビューの中で振り返っている。また、当初はリアルな描写にする予定だったが、死別や浮気といったイベントでは重々しくなってしまうため、視点を三人称に変更された。チーフプランナーの渡辺浩崇はゲーム内で情報交換することの重要性を鑑みて、パスワードによる情報交換や通信機能による外部へのふくらみを持たせたいと考え、そこから「家族」を題材にし、婚姻や遺伝的な要素による盛り上がりを考えたという。
主人公の相棒であるキュピットは方向性が変わった後に生まれたキャラクターであり、プロデューサーの一人である大澤徹がかつて手がけた『光神話 パルテナの鏡』のピットをモデルにデザインされた。